# Yoboki (distrikt)

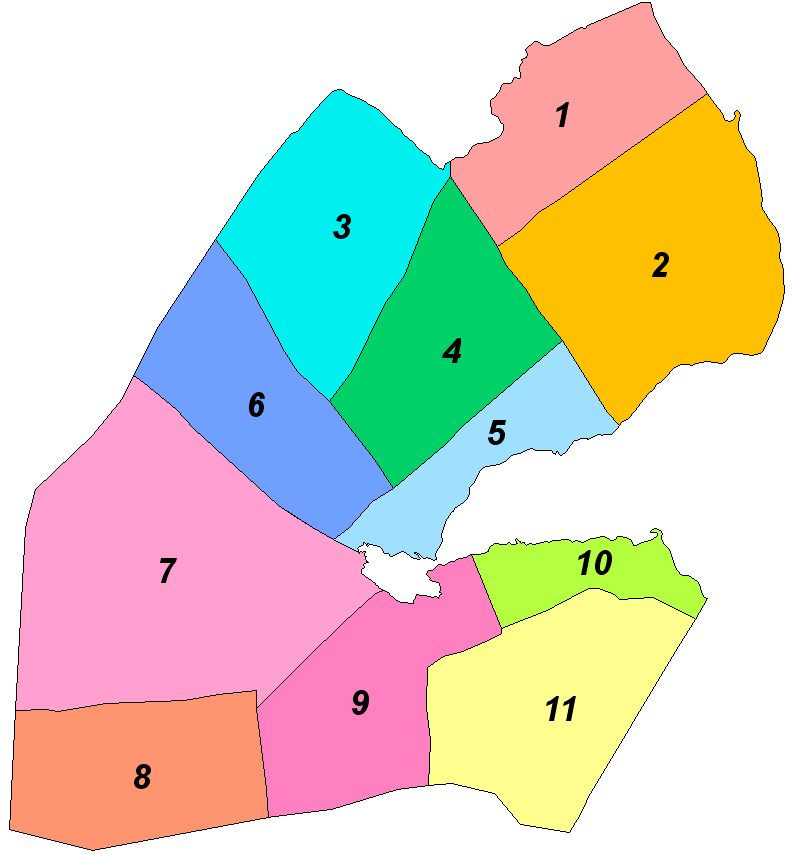
Djiboutis distrikt.
7=Yoboki

Yoboki är ett av Djiboutis elva distrikt. Distriktet ligger i regionen Dikhil.

## Orter (urval)
- Yoboki